# Rhizoecus tropicalis
Rhizoecus tropicalis är en insektsart som beskrevs av Hambleton 1976. Rhizoecus tropicalis ingår i släktet Rhizoecus och familjen ullsköldlöss. Inga underarter finns listade i Catalogue of Life.